# Likställighetsprincipen
Likställighetsprincipen innebär att kommuner och regioner inte får behandla kommunmedlemmar olika annat än på sakliga grunder. Eftersom kommunmedlemmar bland annat är de som äger fast egendom (mark) i kommunen betyder det till exempel att kommunen inte får ta ut olika avgifter för samma sak av dem som äger fritidshus och de som är fast boende i kommunen.